# Balsfjord (Meeresarm)

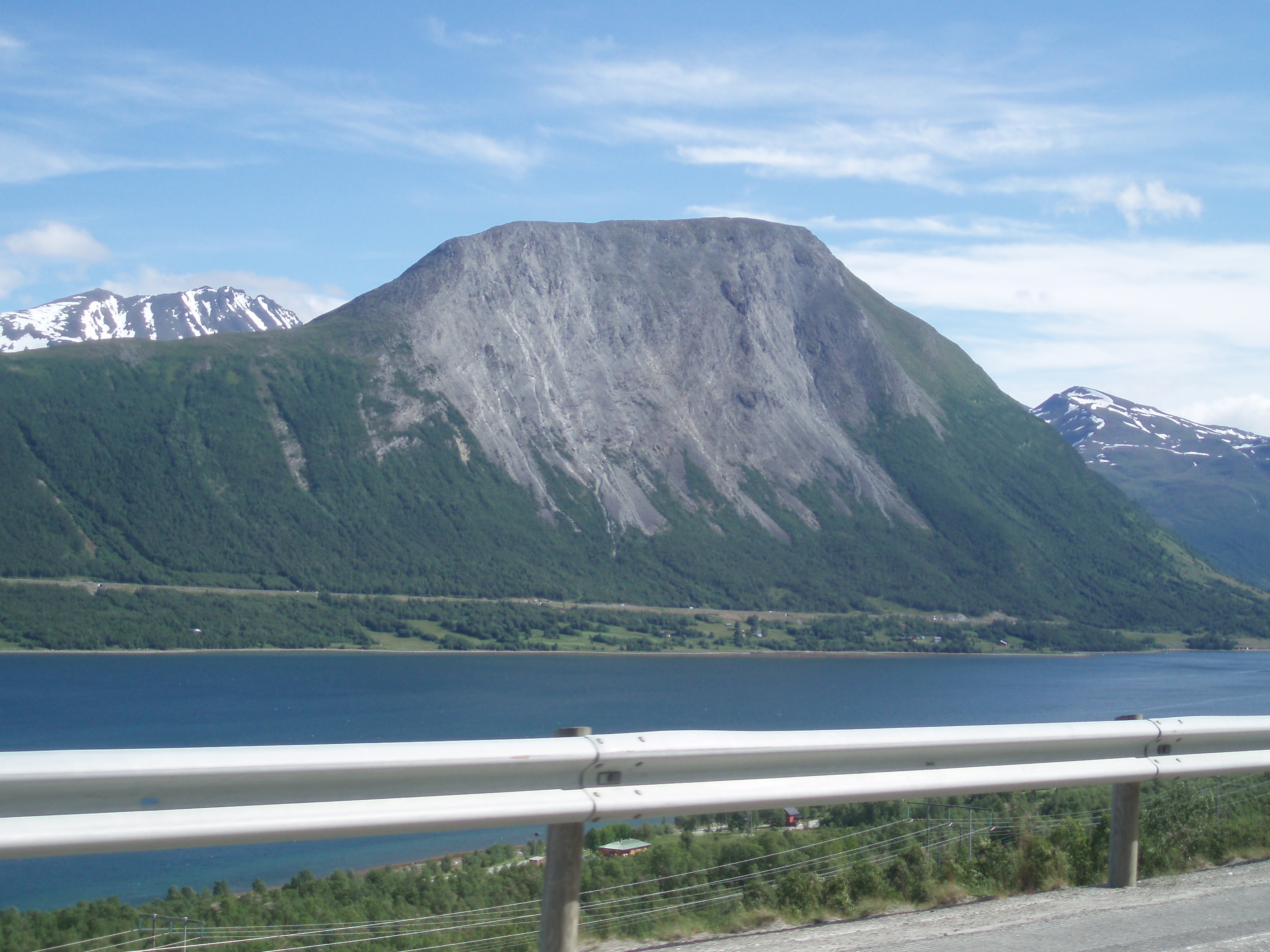
Nordkjosbotn am Ende des Balsfjords

Balsfjord (nordsamisch Báhccavuotna) ist ein Fjord in den Gemeinden Tromsø und Balsfjord in Troms in Norwegen. Der Fjord erstreckt sich 49 km nach Süden von der Fjordmündung bis Nordkjosbotn an der Spitze des Fjords.
Der Fjord hat seine Mündung zwischen der Halbinsel Balsnesodden im Westen und Ytre Berg im Osten ein kleines Stück südlich von Tromsø. Westlich von Balsnesodden beginnt der Straumsfjord nach Westen entlang der Südseite der Insel Kvaløya. Zwischen der Halbinsel Ramfjordneset und dem Dorf Andersdal auf der Westseite etwas südlich der Mündung zweigt der Ramfjord nach Osten ab. Dieser ist der einzige Fjordarm des Balsfjords. Gegenüber von Andersdal liegt der Ort Kobbevågen. 
Etwas weiter im Innern des Fjords beginnt das Gebiet der Gemeinde Balsfjord. Stornes ist ein Weiler auf der Ostseite des Fjords gleich nach der Gemeindegrenze, und etwas weiter südlich liegt der Weiler Storbukta. Noch etwas weiter im Innern des Fjords liegt der Ort Malangseidet auf der Westseite. Die Westseite des Balsfjords wird von hohen Bergen dominiert, aber bei Malangseidet zweigt ein Tal ab, das zur Spitze des Malangsfjords (auch norwegisch Malangen) und zum Nordfjord führt. Gegenüber von Malangseidet liegt Svartnes, und hier macht der Balsfjord einen Bogen nach Osten. Längs diesem Stück liegen die Dörfer Middagsbukta und Sletta und der Weiler Sandøyra auf der Südseite. Der Weiler Kantornes liegt auf der Nordseite, und beim Dorf Laksvatn etwas weiter östlich biegt der Fjord wieder nach Süden ab.
Storsteinnes, das Gemeindezentrum von Balsfjord, liegt auf der Innenseite der Bucht Sørkjosen ganz im Süden des Fjords. Dort wendet sich der Balsfjord wieder nach Osten und endet dann in Nordkjosbotn, wo sich die Europastraßen E6 und E8 vereinigen.
Der innerste Teil des Fjords heißt Nordkjosen.
Die E8 verläuft auf der Ostseite des Fjords nach Norden bis Kantornes. Die E6 folgt der Südseite des Fjords im innersten Teil. Weitere Straßen im Umfeld des Fjords sind die N859 (norwegisch Riksvei 859) längs der Westseite nördlich von Storsteinnes und die N858 (norwegisch Riksvei 858) längs der Westseite weiter nördlich von Malangseidet fjordauswärts. Die Regionalstraße 294 (norwegisch Fylkesvei 294) verläuft längs der Ostseite des Fjords von Kantornes bis Andersdal, und auf der Südseite südlich von Kantornes verläuft die Regionalstraße 297 (norwegisch Fylkesvei 297). 
Unter der Bezeichnung Balsfjord våtmarksystem werden zwei unter Naturschutz stehende Feuchtgebiete zusammengefasst:
- Kobbevågen naturreservat, eingerichtet 8. Dezember 1995 mit 6,2 km²
- Sørkjosleira naturreservat, eingerichtet 8. Dezember 1995 mit 3,7 km²

Beide bestehen aus Strandwiesen, Schlick- und Sandbänken, die von den Gezeiten beeinflusst sind. Diese Gebiete sind gemäß der Ramsar-Konvention als Vogelschutzgebiete ausgewiesen.